# AlmaLinux
AlmaLinuxはCloudLinuxによって開発された無償でオープンソースのLinuxディストリビューションである。本番環境での使用に耐えるコミュニティによってサポートされたRed Hat Enterprise Linux (RHEL)とバイナリ互換のオペレーティングシステムを提供することを目的としている。AlmaLinuxの最初の安定版リリースは2021年3月30日に公開された。

## 歴史
2020年12月8日、 レッドハットは、Red Hat Enterprise LinuxのダウンストリームバージョンであったCentOSの開発を中止し、RHELに搭載されるアップデートのプレビューを目的とした「CentOS Stream」の開発に注力すると発表した。
これに応えて、商用LinuxディストリビューションであるCloudLinux OSを開発しているCloudLinuxは、現行バージョンのRHELとのバイナリ互換性を目標に、コミュニティにより維持されたCentOSの精神的後継としてAlmaLinuxを開発した。AlmaLinuxの初のベータ版は2021年2月1日にリリースされ、初の安定版は2021年3月30日にリリースされた AlmaLinux 8系のサポートは2029年まで行われる。2021年3月30日、AlmaLinuxの開発と管理をCloudLinuxから引き継ぐためにThe AlmaLinux OS Foundationが結成され、プロジェクトに対する毎年100万ドルの資金提供が約束された。
AlmaLinuxの名前はスペイン語で魂を意味する単語"alma"に由来しており、Linuxコミュニティへの敬意を示すとして選ばれた。
2023年5月22日、日本のLinuxディストリビューションであるMIRACLE LINUXはAlmaLinuxに参画及びCloudLinuxとの協業をすることを発表した。そしてサイバートラストが開発するMIRACLE LINUXは次期バージョン(つまり10)からAlma Linuxに合流する方向性も明らかにした。2023年5月現在、サイバートラストでMIRACLE LINUXの開発を行っているエンジニアがAlma Linuxの開発者コミュニティーに参加している。

## リリース
RHELのリリースの数日後にリリースされるケースが多い。
セキュリティサポート期限はバージョン8系が2029年5月1日、バージョン9系が2032年5月31日となっている。
| バージョン                               | コードネーム        | アーキテクチャ                | RHEL ベース | カーネル        | AlmaLinux リリース日   | RHEL リリース日 | 遅延（日）  |
| ---------------------------------------- | ------------------- | ----------------------------- | ----------- | --------------- | ---------------------- | --------------- | ----------- |
| 8.3                                      | Purple Manul        | x86-64                        | 8.3         | 4.18.0-240      | 2021-03-30             | 2020-11-03      | 147 / 110 * |
| 8.4                                      | Electric Cheetah    | x86-64, ARM64                 | 8.4         | 4.18.0-305      | 2021-05-26             | 2021-05-18      | 8           |
| 8.5                                      | Arctic Sphynx       | x86-64, ARM64, ppc64le        | 8.5         | 4.18.0-348      | 2021-11-12, 2022-02-25 | 2021-11-09      | 3           |
| 8.6                                      | Sky Tiger           | x86-64, ARM64, ppc64le, s390x | 8.6         | 4.18.0-372      | 2022-05-12             | 2022-05-10      | 2           |
| 8.7                                      | Stone Smilodon      | x86-64, ARM64, ppc64le, s390x | 8.7         | 4.18.0-425      | 2022-11-10             | 2022-11-09      | 1           |
| 8.8                                      | Sapphire Caracal    | x86-64, ARM64, ppc64le, s390x | 8.8         | 4.18.0-477      | 2023-05-18             | 2023-05-16      | 1           |
| 8.9                                      | Midnight Oncilla    | x86-64, ARM64, ppc64le, s390x | 8.9         | 4.18.0-513      | 2023-11-21             | 2023-11-14      | 7           |
| 8.10                                     | Cerulean Leopard    | x86-64, ARM64, ppc64le, s390x | 8.10        | 4.18.0-553      | 2024-05-28             | 2024-05-22      | 6           |
| 9.0                                      | Emerald Puma        | x86-64, ARM64, ppc64le, s390x | 9.0         | 5.14.0-70.13.1  | 2022-05-26             | 2022-05-17      | 9           |
| 9.1                                      | Lime Lynx           | x86-64, ARM64, ppc64le, s390x | 9.1         | 5.14.0-162.6.1  | 2022-11-16             | 2022-11-15      | 1           |
| 9.2                                      | Turquoise Kodkod    | x86-64, ARM64, ppc64le, s390x | 9.2         | 5.14.0-284.11.1 | 2023-05-10             | 2023-05-10      | 0           |
| 9.3                                      | Shamrock Pampas Cat | x86-64, ARM64, ppc64le, s390x | 9.3         | 5.14.0-362.11.1 | 2023-11-13             | 2023-11-07      | 6           |
| 9.4                                      | Seafoam Ocelot      | x86-64, ARM64, ppc64le, s390x | 9.4         | 5.14.0-427.13.1 | 2024-05-06             | 2024-04-30      | 6           |
| 9.5                                      | Teal Serval         | x86-64, ARM64, ppc64le, s390x | 9.5         | 5.14.0-503.11.1 | 2024-11-18             | 2024-11-13      | 5           |
| 9.6                                      | Sage Margay         | x86-64, ARM64, ppc64le, s390x | 9.6         | 5.14.0-570.12.1 | 2025-05-20             | 2025-05-20      | 0           |
| 10.0                                     | Purple Lion         | x86-64, ARM64, ppc64le, s390x | 10.0        | 6.12.0-55.9.1   | 2025-05-27             | 2025-05-13      | 14          |
| 凡例サポート終了サポート中現行バージョン |                     |                               |             |                 |                        |                 |             |